# Фишер, Валериан Адамович
 Валериан (Валерий, Валерьян) Адамович Фишер  (3 ноября 1839— 2 июля 1905) — военнослужащий и военачальник Русской Императорской армии, генерал-майор.

## Биография
Происходил из дворян Виленской губернии. Родился 3 ноября. Окончил курс наук в Николаевском инженерном училище и академии по 1 разряду. 12 октября 1855 года определен на службу кондуктором в это же училище. 16 июня 1859 года назначен военным инженером-прапорщиком, с переводом в Николаевскую инженерную академию.
5 февраля назначен в 3 саперный батальон. 17 июня 1860 года прикомандирован к Финляндскому саперному полубатальону, а 18 августа 1861 года к лейб-гвардейскому саперному батальону. 31 октября 1863 года зачислен по саперным батальонам. 28 июня 1864 года командирован в распоряжение начальника инженеров Санкт-Петербургского инженерного округа, 17 октября того же года зачислен в 1 Санкт-Петербургскую инженерную дистанцию.
1 марта 1865 года переведен в распоряжение начальника Оренбургского края. 1 августа того же года командирован в Ташкент. 12 января 1866 года назначен исполняющим должность офицера генерального штаба в Самаркандском отряде. За отличие, проявленное в делах 5 апреля 1866 года при урочище Мурза-рабат, был награждён орденом святой Анны 4 степени с надписью за храбростью.
24 мая того же года за участие при осаде и штурме крепости Худжанд, где он руководил осадными работами, награждён орденом святого Станислава с мечами и бантом. 14 марта 1868 года назначен производителем укреплении в Ключевом. Затем 3 декабря 1869 года заведующий инженерной частью Семиреченской области.
4 января 1870 года исполняющий должность начальника Семиреченской инженерной дистанции. Принимал участие в Кульджинском походе. 24 ноября 1872 года исполняющий должность заведующего инженерной частью Западно-Сибирского военного округа, затем начальник Омской инженерной дистанции.
8 апреля 1873 года произведен в подполковники. 19 февраля 1880 года назначен в распоряжение главного инженерного управления. 4 июля 1883 года зачислен в Санкт-Петербургское крепостное инженерное управление. С 1884 года председатель в комиссии для осмотра ремонтных работ в казарменных зданиях Петербургского военного округа.
19 мая 1889 года назначен в состав комиссии при министерстве внутренних дел по пересмотру строительного устава, а 7 декабря того же года в комиссию для ознакомления с изобретениями отставного поручика Давыдова по автоматической стрельбе из береговых орудий. 1 февраля 1894 года совещательный член комиссии по устройству казарм.
19 октября 1899 года произведен в генерал-майоры, с увольнением со службы с мундиром и пенсией. Скончался 2 июля 1905 года.

## Труды
- Заметка о взятии города Ходжента нашими войсками 24 мая 1866 года // Инженерный Журнал. № 1, 1873.
- Краткое руководство к строительному искусству. — СПб., 1886.

## Награды
- Орден Святой Анны 4-й ст. с надписью за храбрость (1866).
- Орден Святого Станислава с мечами и бантом (1866).
- Орден Святого Станислава 2-й ст. с мечами (1871).
- Орден Святой Анны 2-й ст. (1875).
- Знак Красного Креста
- Орден Святого Владимира 4-й ст. с мечами (1880).
- Орден Святого Владимира 3-й ст. (1894).